# Spirillinida
Die Spirillinida sind eine Ordnung gehäusetragender, im Meer lebender Einzeller aus der Gruppe der Foraminiferen. 

## Merkmale
Die Arten der Ordnung sezernieren ihre optisch aus einzelnen, wenigen oder einem Mosaik aus Kristallen zusammengesetzten Gehäuse aus Niedrig-Magnesium-Kalzit (< 5 mol-% Magnesium). Die Gehäuse sind perforat oder imperforat, planispiral bis hoch trochospiral und mehrkammerig. Die erste Kammer, der Proloculus, ist jeweils kugelförmig, die zweite röhrenförmig und entweder un- oder wenigkammerig. Die einzelnen Kammern sind gelegentlich weiter unterteilt.

## Systematik
Die Ordnung ist seit der oberen Trias durch Fossilien belegt. Sie enthält zwei Familien, eine Überfamilie fehlt jedoch.
- Spirillinidae
- Patellinidae

## Nachweise
- Barun K. Sen Gupta: Systematics of modern Foraminifera, In: Barun K. Sen Gupta (Hrsg.): Modern Foraminifera. Springer Netherlands (Kluwer Academic), 2002, ISBN 1-4020-0598-9, S. 27.
- Alfred R. Loeblich, Jr., Helen Tappan: Foraminiferal genera and their classification, E-Book des Geological Survey Of Iran, 2005, Online